# Pierre Drouot
Pierre Drouot (Oudenaarde, 4 november 1943) is een Belgisch filmregisseur en -producent.
Drouot is de zoon van een Franstalige vader en een Vlaamse moeder en bracht zijn jeugd door in Oudenaarde, Gent en Bastenaken. Hij vormde in de jaren 1960 samen met Paul Collet de eerste lichting afgestudeerden van het RITS. Met een jonge ploeg en bescheiden middelen verwezenlijkten zij Cash? Cash! (1967, officieel geregisseerd door Collet), die enig commercieel succes kende, en vervolgens de erotische film L'étreinte (1968). Daarna maakten zij serieuzere films met Louisa, een woord van liefde (1972), en Dood van een non (1975), naar de roman van Maria Rosseels. Hierna ging het duo uit elkaar. 
Sindsdien legde Drouot zich vooral toe op de productie van films zoals Jambon d'Ardenne (Benoît Lamy, 1977), Mascara (Patrick Conrad, 1987), en Dagboek van een oude dwaas (Lili Rademakers, 1987). Zijn grootste succes als producent was echter Toto le héros (Jaco Van Dormael, 1991).
Drouot dacht zich terug te trekken in Frankrijk, maar werd in 2005 gevraagd om Luckas Vander Taelen te vervangen als intendant van het Vlaams Audiovisueel Fonds. In deze functie mocht hij beloftevolle filmprojecten van subsidies voorzien. Drouot zette in zijn periode bij het VAF de Vlaamse film op de kaart en bouwde het VAF uit tot een performante instelling. Hij had daarbij oog voor zowel experimentele arthouse als publieksfilms. Hij rondde zijn opdracht als intendant af eind 2017, op 74-jarige leeftijd, waarna Erwin Provoost de functie overneemt.